# Serropalpus iriei
Serropalpus iriei is een keversoort uit de familie zwamspartelkevers (Melandryidae). De wetenschappelijke naam van de soort werd in 2000 gepubliceerd door Toyoshima & Ishikawa.